# Álsey
Álsey és el nom que rep una illa volcànica ubicada a l'oceà Atlàntic, que pertany a Islàndia. És una de les 15 illes que formen l'arxipèlag de Vestmannaeyjar. Posseeix una superfície estimada en 0,25 quilòmetres quadrats, administrativament forma part de la regió de Suðurland.